# Václav Košek
Václav Košek (5. ledna 1878 Kobyly – 27. února 1943 Mělník) byl český a československý odborový předák, politik a meziválečný poslanec Národního shromáždění za Československou stranu lidovou.

## Biografie
Vyučil se tesařem a toto povolání vykonával až do svého zvolení poslancem. Od 1903 se angažoval v křesťanskosociální straně a téhož roku založil pobočku Všeodborového sdružení křesťanského dělnictva v Českém Dubu. Později se stal předsedou zemského vedení téže organizace v Čechách. Byl aktivní také v Orlu. V letech 1919-1927 působil jako člen obecního zastupitelstva v Českém Dubu a v letech 1930-1943 v Mělníce, kam se přestěhoval a kde také zemřel.
Už za Rakouska-Uherska kandidoval neúspěšně do Říšské rady.
V parlamentních volbách v roce 1920 byl zvolen za Československou stranu lidovou do Národního shromáždění. Mandát obhájil i v parlamentních volbách v roce 1925, parlamentních volbách v roce 1929 a parlamentních volbách v roce 1935. Poslanecké křeslo si oficiálně podržel do formálního zrušení parlamentu roku 1939. Krátce předtím ještě v prosinci 1938 přestoupil do nově vzniklé Strany národní jednoty. Koncem 30. let zastával funkci místopředsedy poslanecké sněmovny Národního shromáždění.
Stál v čele Ústředí křesťanských odborových organizací pro Čechy napojeného na lidovou stranu a patřil tak mezi nejvlivnější funkcionáře strany v Čechách. Profesí byl tesařem a domkářem. Podle údajů z roku 1935 bydlel v Mělníku.